# Nesophontes longirostris
Nesophontes longirostris là một loài động vật có vú trong họ Nesophontidae, bộ Soricomorpha. Loài này được Anthony mô tả năm 1919.